# Schlerngruppe (Gebirgsgruppe)
Die Schlerngruppe ist eine Gebirgsgruppe in den westlichen Dolomiten, die sich hauptsächlich in Südtirol (Italien) befindet. Benannt ist sie nach ihrem bekanntesten Berg, dem Schlern.

## Lage und Umgebung
Die Schlerngruppe liegt am westlichen Rand der Dolomiten, die hier über die Mittelgebirgslandschaft des Schlerngebiets zum Eisacktal hin abfallen. Im Süden wird sie durch das Tierser und das Tschamintal begrenzt. Im Südosten geht sie – vom Tierser Alpl getrennt – in die Rosengartengruppe über, mit der sie gelegentlich auch zur Schlern-Rosengarten-Gruppe zusammengefasst wird. Gegen Osten und Norden fallen die Erhebungen zur Seiser Alm hin ab, die wiederum von Gröden und der Langkofelgruppe eingerahmt wird. 
Fast das gesamte Gebiet der Schlerngruppe liegt in den Südtiroler Gemeinden Kastelruth, Völs am Schlern und Tiers und ist dort größtenteils im Naturpark Schlern-Rosengarten unter Schutz gestellt. Nur die östlichsten Ausläufer befinden sich zu kleinen Teilen in der Trentiner Gemeinde Campitello di Fassa.

## Gliederung
Der prominenteste Berg der Gruppe und Namensgeber ist der Schlern (2563 m) mit seinem markanten Plateau und den beiden vorgelagerten Türmen Santner und Euringer. Südwestlich dem Schlern-Massiv vorgelagert befindet sich der Tschafatschzug (Tschafatsch, 2245 m) der nach Südwesten mit den Gipfeln der Hammerwand (2124 m), des Tschafon (1743 m) und der leicht höheren Völseggspitze (1834 m) Richtung Eisacktal abfällt. Gegen Osten schließt sich an den Schlern ein immer schmaler werdender Kamm an, dessen erste bedeutende Erhebung, die Roterdspitze (2655 m), der höchste Gipfel der gesamten Schlerngruppe ist. Weiter östlich liegen noch die Rosszähne (2653 m am Großen Rosszahn), eine aus mehreren Zacken gebildete Gipfelreihe.